# Лаго (Техас)
Лаго (англ. Lago) — переписна місцевість (CDP) в США, в окрузі Камерон штату Техас. Населення — 161 особа (2020).

## Географія
Лаго розташоване за координатами 26°5′15″ пн. ш. 97°36′46″ зх. д. / 26.08750° пн. ш. 97.61278° зх. д. (26.087553, -97.612735).  За даними Бюро перепису населення США в 2010 році переписна місцевість мала площу 0,13 км², з яких 0,12 км² — суходіл та 0,01 км² — водойми.

## Демографія
Згідно з переписом 2010 року, у переписній місцевості мешкали 204 особи в 50 домогосподарствах у складі 41 родини. Густота населення становила 1551 особа/км².  Було 59 помешкань (449/км²).
Расовий склад населення:
| - 95,1 % — білих - 1,5 % — корінних американців - 2,5 % — осіб інших рас |

До двох чи більше рас належало 1,0 %. Частка іспаномовних становила 100,0 % від усіх жителів.
За віковим діапазоном населення розподілялося таким чином: 38,7 % — особи молодші 18 років, 48,6 % — особи у віці 18—64 років, 12,7 % — особи у віці 65 років та старші. Медіана віку мешканця становила 28,6 року. На 100 осіб жіночої статі у переписній місцевості припадало 94,3 чоловіків;  на 100 жінок у віці від 18 років та старших — 81,2 чоловіків також старших 18 років.
Цивільне працевлаштоване населення становило 7 осіб. Основні галузі зайнятості: освіта, охорона здоров'я та соціальна допомога — 100,0 %.